# Vox Media

2019年11月まで用いられていたロゴ。

Vox Media（ヴォックスメディア）は、ワシントンD.C.とニューヨークに拠点を置くアメリカ合衆国のデジタルメディア会社。 2018年9月、コムスコアはVox Mediaをアメリカ合衆国のユーザーの間で30番目に人気があるメディア会社としてランキング付けした。
2021年、Vox Mediaは気候変動対策の一環で、化石燃料会社からの広告を禁止した。